# آندره نوو
 آندره نوو (انگلیسی: André Neveu؛ زاده ۲۸ اوت ۱۹۴۶) یک فیزیک‌دان اهل فرانسه است.